# Lew Temple
Lew Temple (Louisiana, 2 ottobre 1967) è un attore statunitense.
Noto per i suoi ruoli come in Loucs Fender nel film d'azione Domino, Cal il manager della tavola calda nella commedia drammatica Waitress - Ricette d'amore, e Alex nella terza stagione di The Walking Dead.

## Biografia
È cresciuto in Texas e nel 1982 ha giocato a baseball al Rollins College. Si è laureato nel 1985.Nel 1986 era uno scout per New York Mets, e in seguito avrebbe servito come assistente direttore delle operazioni della
Minor League e dello scouting per gli Astros fino al 1993. Temple ha avuto diversi ruoli cinematografici nel genere horror, apparendo in diversi film di Rob Zombie come La casa del diavolo, Halloween - The Beginning e 31.
Nel 2002 ha dovuto rinunciare ad un contratto perché ha accusato i sintomi di una grave malattia. È stato malato di leucemia e al M.D. Anderson Hospital di Houston, dove gli è stata diagnosticata la malattia, gli fu dato il 40% di possibilità di sopravvivenza. Rimase in ospedale per otto mesi, per un trattamento di chemioterapia. Infine è sopravvissuto alla leucemia. Ha interpretato il ruolo di Locus Fender in Domino e il ruolo di Axel nella terza stagione di The Walking Dead. Dal 2009 è coinvolto in una serie di eventi di beneficenza per il cancro al seno chiamato Bowling for Boobies.

## Filmografia

### Attore

#### Cinema
- Angels, regia di William Dear (1994)
- Amicizie pericolose, regia di Doug McHenry(1994)
- Newton Boys, regia di Richard Linklater (1998)
- 21 grammi, regia di Alejandro González Iñárritu (2003)
- La casa del diavolo, regia di Rob Zombie (2005)
- Domino, regia di Tony Scott (2005)
- Non aprite quella porta - L'inizio, regia di Jonathan Liebesman (2006)
- Déjà vu - Corsa contro il tempo, regia di Tony Scott (2006)
- Waitress - Ricette d'amore, regia di Adrienne Shelly (2007)
- Halloween - The Beginning, regia di Rob Zombie (2007)
- House, regia di Robby Henson (2008)
- The Killing Jar - Situazione critica, regia di Mark Young (2010)
- Unstoppable - Fuori controllo, regia di Tony Scott (2010)
- The Lone Ranger, regia di Gore Verbinski (2013)
- Bad Blood, regia di Mark Young (2014)
- Home, regia di Frank Lin (2016)
- 31, regia di Rob zombie (2016)
- Kidnap, regia di Luis Prieto (2017)
- Becoming, regia di Omar Naim (2020)
- Monstrous, regia di Chris Sivertson (2022)
- Rosaline, regia di Karen Maine (2022)

#### Televisione
- A Woman of Independent Man - miniserie TV, 1 puntata (1995)
- Walker Texas Ranger – serie TV 4 episodio (1996-2001)
- The Big Easy - serie TV,  episodio 2x01 (1997)
- CSI: Miami – serie TV, episodio 5x17 (2007)
- NCSI: Los Angeles – serie TV, episodio 1x17 (2010)
- Criminal Minds – serie TV, episodio 6x16 (2011)
- Hawaii Five-0 – serie TV, episodio 3x11 (2012)
- The Walking Dead – serie TV 8 episodi (2012-2013)
- Justified – serie TV, episodio 4x06 (2013)
- Review – serie TV, episodio 2x07 (2015)
- Wicked City – serie TV, 4 episodi (2015)
- Longmire – serie TV, 3 episodi (2015)
- Chicago Fire – serie TV, episodio 5x17 (2017)
- 5th Ward – serie TV, 8 episodi (2018-2020)
- Sons of Thunder – serie TV, episodio 2x01 (2022)

#### Cortometraggi
- The Untitled J.C. Project, regia di Tyler Jackson (2004)
- The Guitar Player's Girlfriend, regia di Janet Harvey (2006)
- The Beneficiary, regia di Theodore Melfi (2008)
- The Black Riders, regia di Edmond G Coisson e Chris Browning(2016)
- Don't Be a Hero, regia di Pete Lee (2018)
- Laura Hasn't Slept, regia di Parker Finn (2020)

### Doppiatore

#### Cinema
- Kimera, regia di Kzuyoshi Yokota (1997)
- Rango, regia di Gore Verbinski (2011)
- Spirit - Il ribelle, regia di Elaine Bogan e Ennio Torresan  (2021)

#### Televisione
- Doragon Hafu - miniserie TV 2 episodi (1993)
- Cutey Honey - La combattente dell'amore - miniserie TV, 3 episodi (1994)
- Dirty Pair Flash - serie TV, 10 episodi (1995)
- Bakuretsu Hunter - serie TV, 1 episodio (1996)
- Elf o karu mono-tachi - serie TV, 3 episodi (1996)
- Golden Boy ,serie TV, 1 episodio (1996)
- Kidō Senkan Nadesico - serie TV, 10 episodi (1996-1997)
- Gasaraki - serie TV, 1 episodio (1998)
- Saiyuki - La leggenda del demone dell'illusione - serie TV, 1 episodio (2000)

#### Videogiochi
- Killzone 3 (2011)
- Rango (2011)
- Mafia III (2016)

## Doppiatori italiani
Nelle versioni in italiano delle opere in cui ha recitato, Lew Temple è stato doppiato da:
- Simone Mori in Domino, CSI: Miami
- Gaetano Varcasia in Non aprite quella porta - L'inizio, Criminal Minds
- Christian Iansante in NCIS: Los Angeles, 31
- Luca Bottale in The Newton Boys
- Vittorio De Angelis ne La casa del diavolo
- Franco Zucca in Waitress - Ricette d'amore
- Fabrizio Manfredi in The Walking Dead